# Orlątko (dramat)
Orlątko (także Orlę, fr. L’Aiglon) – dramat Edmonda Rostanda w sześciu aktach. Prapremiera odbyła się w Paryżu 15 marca 1900 z Sarah Bernhardt w roli głównej.

## Treść

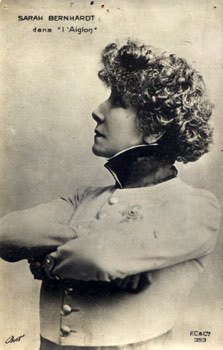
Sarah Bernhardt w roli „Orlątka” (1900)

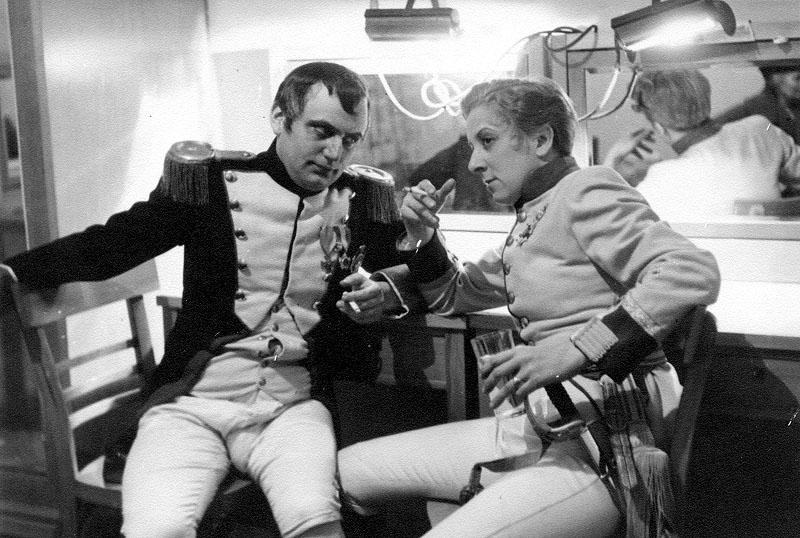
Inscenizacja w Teatrze Narodowym w Budapeszcie (1942)

Utwór oparty jest na motywach biografii Napoleona II (zwanego „Orlątkiem”). Akcja rozgrywa się w okresie monarchii lipcowej: Ludwik Filip I został właśnie osadzony na tronie francuskim i zaakceptowany przez Austrię pod rządami Klemensa von Metternicha. Metternich zapowiada, że w razie gdyby Ludwik Filip I okazał się władcą zbyt liberalnym, gotowy jest poprzeć roszczenia Napoleona II. Sam Napoleon II czuje się zagubiony i rozdarty w sytuacji, w jakiej się znalazł: z jednej strony wciąż pamięta potęgę swego ojca i marzy o wielkich zwycięstwach, z drugiej rozumie, że jest tylko pionkiem w ręku kanclerza Metternicha i podejmuje nieudaną próbę ucieczki spod jego wpływów. 

## Opera
W 1937 r. na motywach utworu Edmonda Rostanda powstała opera pt. L'Aiglon (muzyka: Arthur Honegger i Jacques Ibert, libretto Henri Cain).  

## Ekranizacje
- L'Aiglon (1913, reż. Emile Chautard)[6]
- L'Aiglon (1931, reż. Viktor Tourjansky)[7]
- L'Aiglon (1966, reż. Pierre Badel)[8]

## Orlątkow Polsce
Utwór przełożyli na język polski: Maria Chwalibóg i Marian Tatarkiewicz. Utwór był inscenizowany m.in. w:
- Warszawskich Teatrach Rządowych (1912, reż. Ludwik Wostrowski)
- Teatrze Miejskim im. Juliusza Słowackiego w Krakowie (1920, reż. Józef Sosnowski)
- Teatrze Polskim w Poznaniu (1921, reż. Bolesław Bolesławski)
- Teatrze Miejskim w Bygdoszczy (1924, reż. Józef Karbowski)
- Teatrze Nowym im. Heleny Modrzejewskiej w Poznaniu (1934, reż. Karol Benda)

W roli "Orlątka" wystąpili m.in. Juliusz Osterwa i Franciszek Brodniewicz.